# 오늘부터 구독중
《오늘부터 구독중》은 KBS에서 했던 프로그램으로, 소재는 농어민을 다루고 있다.

## 출연진
- 토니안
- 초아
- 김해준